# Новач (Молдова)
Новач (рум. Novaci) — село у Калараському районі Молдови. Входить до складу комуни, адміністративним центром якої є село Тузара.

## Населення
За даними перепису населення 2004 року у селі проживали 819 осіб.
Національний склад населення села:
| Національність       | Кількість осіб | Відсоток |
| -------------------- | -------------- | -------- |
| молдавани            | 809            | 98,8%    |
| українці             | 4              | 0,5%     |
| росіяни              | 3              | 0,4%     |
| болгари              | 1              | 0,1%     |
| інша / без відповіді | 2              | 0,2%     |
| Всього               | 819            | 100%     |